# Assistant de production
L'assistant de production est un technicien dans le milieu cinématographique et audiovisuel.
Il travaille en collaboration avec diverses personnes : le directeur de production, le chargé de production, l'administrateur de production. Il est généralement placé sous la responsabilité d'un chargé de production.
Une bonne connaissance du monde artistique est indispensable. Il doit posséder des notions en droit du travail et en gestion financière[réf. souhaitée].

## Synonymes
- Assistant de production
- Chargé de production
- Coordinateur de production
- Chargé de projet
- Chargé des opérations
- Coordinateur technique
- Gestionnaire de production
- Responsable études

En anglais :
- Project Manager

## Fonctions
L'assistant de production s'occupe de :  
- toute l'organisation et la logistique (location de voitures, réservation d'hébergements, location/achat de matériel de tournage) ;
- la gestion des ressources humaines (suivi de planning, rédactions des contrats des techniciens et comédiens) ;
- la gestion financière (préparation du budget prévisionnel, négociation des devis, montage des dossiers pour le CNC, demande de subvention, etc.) ;
- ou encore la partie post-production.

En plus de toutes les tâches administratives relatives à la production d'un projet, l'assistant de production doit être en mesure de seconder le directeur de production dans toutes ses activités.

## Parcours
Pour accéder au métier d'assistant de production, il est préférable de suivre des études spécialisées de niveau BAC+2. Il existe notamment un BTS Audiovisuel option gestion de production.